# Zoltán Kemény
Pour les articles homonymes, voir Kemény.
Zoltán Kemény (né le 21 mars 1907 à Banica en Roumanie, ancienne Autriche-Hongrie, et mort à Zurich le 14 juin 1965) est un peintre, sculpteur et plasticien hongrois.

## Biographie
Il étudie d'abord l'architecture à l'École des arts décoratifs Moholy-Nagy et la peinture à l'École des beaux-arts de Budapest, puis part à Paris. Il part en 1940 pour Marseille, alors zone libre. En 1942, il s'installe à Zurich.
Il travaille alors comme dessinateur de mode et rédacteur pour un journal féminin à Zurich : Annabelle dont il a contribué à établir le style avec sa femme Madeleine.
Il produit parallèlement des collages et des études de reliefs de métal abstraits.
Il prend part à la documenta 2 de Cassel en 1959 ainsi qu'à la documenta III en 1964.
Il est l'époux de Madeleine Kemény-Szemere.

## Prix
Il est, à ce jour, le seul hongrois à avoir été récompensé à la Biennale de Venise.
Le Centre Pompidou lui consacre en 2004 une exposition.

## Généralités
- Kemény est mentionné dans l'épisode du 8 octobre 2002 de la série-télévisée Gilmore Girls[1].